# Gyrinus curtus
Gyrinus curtus là một loài bọ cánh cứng trong họ van Gyrinidae. Loài này được Motschulsky miêu tả khoa học năm 1866.